# زاخیدانرگو
زاخیدانرگو (اوکراینی: «Західенерго») شرکت دولتی برق اوکراینی است، که در سال ۱۹۵۴ توسط رینات آخمتوف تأسیس شد.